# Simfonia núm. 1 (Goldmark)
La simfonia núm. 1 anomenada Boda rústica (Ländliche Hochzeit), op. 26, és una simfonia en mi bemoll major de Karl Goldmark, escrita el 1875, un any abans del seu cèlebre Concert per a violí núm. 1. La simfonia va ser estrenada a Viena el 5 de març de 1876, dirigida per Hans Richter. L'estrena americana va tenir lloc en un concert de la Nova York Philharmonic Society, dirigit per Theodore Thomas, el 13 de gener de 1877.
El treball no s'ajusta a l'estructura estàndard d'una simfonia, i només podria ser anomenada suite. Consta de cinc moviments en lloc dels quatre habituals, tal com ho fan la Simfonia Pastoral de Beethoven, la Simfonia fantàstica de Berlioz i la Simfonia renana de Schumann. Goldmark no va proporcionar cap programa específic per a l'obra, però el que va fer és donar a cada un dels moviments suggerents títols dels aspectes d'un casament al camp.
El primer moviment és una marxa nupcial (Hochzeitsmarsch), seguit d'una sèrie de 13 variacions. Si bé les variacions es troben normalment en les simfonies, és molt rar que apareguin en el primer moviment. Les variacions ofereixen constants canvis de tempo, metro, ritme, estats d'ànim i harmonia, i mostren una delicada construcció.